# Дойбаны-1
Дойба́ны-1(Дайбаны) — село в Дубоссарском районе непризнанной Приднестровской Молдавской Республики. Административный центр Дойбанского сельсовета, куда кроме села Дойбаны-1 также входят сёла Дойбаны-2 и Койково.

## География
Дойбаны-1 и Дойбаны-2 — сёла в Дубоссарском районе ПМР, расположенные на берегу реки Ягорлык. Село Дойбаны-1 расположено на левом берегу реки Ягорлык, оно более старое и населено преимущественно (80%) молдаванами. Дойбаны-2 расположены на правом берегу, село более новое, население смешанное: около 60% — украинцы, 30% — молдаване, 10% — прочие народы.

## История

### Памятники истории
В 2007 г. между сёлами Дойбаны-I и Гояны исследованы две стоянки позднего палеолита (найдены кремнёвые отщепы и пластины, нуклеус около 40-10 тыс. лет назад). В 1978 году юго-западнее села Дойбаны-I в излучине Ягорлыка обнаружено энеолитическое поселение c обломками раннетрипольской керамики (хранятся в фондах Национального музея археологии и истории Молдовы).
В Дубоссарском районе исследованы памятники трипольской культуры у сёл Гармацкое и Дойбаны-1. Исследованы так же скифские курганы вокруг села Дойбаны-1.

### Дойбаны-1.Дойбаны-2
В 1792 году после раздела Польши село вошло в состав Российской империи. В том же году в селе Дойбаны был построен храм Святого Михаила, тогда же было зарегистрировано 89 домов. В 1793 году в селе числилось 92 жителя, в 1799 — 174, в 1850 — 405; в 1906 году в селе числилось 220 скотных дворов, на которых проживали 1307 человек (660 мужчин и 647 женщин).
В 1928 году выходцами из Дойбан было основано село Дойбаны-2 на другом берегу реки. В народе сёла Дойбаны-1 и Дойбаны-2 стали называть соответственно Старые Дойбаны и Новые Дойбаны, однако эти названия сёлам официально присвоены не были.